# 阿燦
阿燦（英語：Ah Chian / Ah Chan / A Qian），早期又時被寫為亞燦，是1979年香港電視劇《網中人》內的一個來自中國內地的新移民角色，全名程燦，由廖偉雄飾演。阿燦是劇中戲份不少的配角，其故事線講述在中國內地成長的他，偷渡到香港與家人團聚，著墨於他對香港生活的不適應以及過度的憧憬，以展現該類新移民的負面特質為主。
因這角色深入民心，「阿燦」不僅成為廖偉雄的䁥稱，及衍生出相關電影系列，更成為了1980年代至1990年代香港本地人對該類新移民的貶稱。關於香港人的身份認同、本地人與新移民關係、香港影視作品中的內地人形象等學術研究中，這角色亦成為分析對象。

## 背景與角色設定
1970年代，香港本土運動逐漸強烈。無綫電視於1979年10月首播的電視劇《網中人》，在構建「香港人」此一身份認同方面，被視為該時期影視媒體上的代表作之一。作為該劇主線的香港家庭程家，次子程燦（廖偉雄飾）䁥稱阿燦，他在中國內地長大，偷渡到香港與家人團聚，因背景與文化差異而屢起波瀾，這亦是當時大量移民從中國內地湧入（不論合法或非法）的香港社會寫照，該劇反映了香港本地人在身份認同的構建過程中，對經濟、文化水平普遍低下的該時期內地新移民，所產生的歧視，及視之為「外來者」的心態。其中該劇主角——在香港長大、剛從大學畢業的程家長子程緯（周潤發飾），與中國內地長大、土氣的程燦有着強烈對比，這種比較亦屢見於學術研究中。程燦的故事線亦是利用中港文化差異製造笑點的早期代表作之一。他屬於悲喜劇人物。
程燦的外形秉承飾演者廖偉雄之矮小瘦弱，其貌不揚；他也不注重衛生，常表現得骯髒邋遢:44-46。個性方面，劇中程燦在香港生活後處處表現出愚昧、淺薄、落伍，對香港生活節奏與文化顯得不適應、不協調，並常為家人帶來麻煩、負擔；又自命不凡，好高騖遠，常希望當老闆，曾聲言不擇手段都要發達，對於打工則抱有逃避態度；同時他也結識到女朋友，後來結婚生子；急功近利的他後期參與了黑幫行劫活動，更與劇中大反派阮其昌（李道洪飾）走在一起，用槍指著兄長程緯，最終因程緯的勸說而自首入獄。:124-126:29,33-43:40-41,44-45,52-53:184-185該劇成功將程燦塑造為內地新移民的縮影:126，其形象及「阿燦」這個䁥稱深入民心，其中最聞名的一幕是程燦為了自尊心及獲得同儕的認同，在快餐店的競食比賽中一口氣吃下30多個漢堡包。:58,62
據當時任職於無綫電視的劉天賜，「阿燦」的命名靈感來自該台一位名為黃榮燦的新移民編劇，但沒有嘲笑他之意。但曾參與《網中人》編劇工作的影視學者吳昊則有另一種說法，他指角色名創作方向是具滑稽感，靈感來自粵語俗語「鹹蝦燦」以及描寫大戲音樂特色的「喳撐篤撐」一語，配合姓氏「程」的發音，能聯想到具有喜劇效果的聲響。

## 在影視界的迴響
文化評論人章嘉雯（即呂大樂）當時指出，程燦此角的經歷對香港觀眾來說，比喜劇更富娛樂性，是《網中人》收視理想的主因，比主角周潤發及鄭裕玲更為關鍵。
飾演程燦的演員廖偉雄亦因此角色深入民心而走紅。廖偉雄成長於香港，並非移民，他於1977年畢業於無綫電視藝員訓練班，1979年在《網中人》的演出成為他首個代表作，並讓他步入首個事業高峰，「阿燦」亦成為他長久以來的䁥稱。廖偉雄曾表示當時透過觀察一些年青的新移民朋友來揣摩角色。
雖然《網中人》播出後「阿燦」成為了一種貶稱，劇中程燦一角亦以走上歧途告終，但後來有報刊描述廖偉雄的受歡迎程度時，以善良、正義、踏實、可愛等詞形容「阿燦」角色，電視製作人劉天賜亦以「既可愛又可笑」形容程燦一角；學者盧偉力（時任香港浸會大學電影電視系副教授）則形容程燦為「小人物，可笑，但不是壞人」；學者周華山則認為程燦「雖愚昧無知，但心底仍真摯善良」（相對於大反派——陰險虛偽的越南移民阮其昌）:126。
廖偉雄曾以阿燦形象接拍樂聲牌電視機廣告，在廣告中阿燦帶同電視機作為禮物回鄉探親。

### 電影熱潮與外地關注度
廖偉雄因阿燦一角而走紅後，獲得不少電影主演機會，其中1980-81年間有四套片名冠以「阿燦」之名，當時有報刊統稱為「阿燦」式電影，這些電影由不同公司及班底製作，人物和劇情上並無關連，主角亦非《網中人》內的程燦。乘著「阿燦」的熱度，票房多獲佳績，至1983年此賣點已被明確視為過氣。當時有電影業界人士曾舉出「阿燦」作為以人物為電影賣點的事例。
| 上映年份 | 電影名稱 | 劇情簡介 | 備註 |
| -------- | -------- | --- | --- |
| 1980     | 阿燦正傳 | 喜劇。廖偉雄飾演的主角䁥稱阿燦，全名不明，講述他從中國內地偷渡到香港投靠二叔後的經歷，劇情與《網中人》無關。                                                     | 此片上映前屢有爭議： - 曾遭無綫電視禁止使用「阿燦正傳」此名，片商表示希望向無綫電視購入此名使用權。 - 此片宣傳海報以「我阿燦攞到身份証」作為標語，電檢處認為對非法移民具有煽動性，予以禁止。 上映期間編劇文雋批評此片是粗濫製作，卻利用「阿燦」之名輕易取得近200萬票房佳績，最後票房更逾300萬。此片攝影師鍾志文（曾奪金馬獎最佳攝影）亦形容此片是大量問題、草草了事的投機之作，為生計而逼於無奈參與。 |
| 1981     | 阿燦當差 | 喜劇。廖偉雄飾演的主角䁥稱阿燦，講述他在香港生活，失業後投考警察。人物設定上雖是新移民，但此一背景的表現模糊，有影評形容阿燦已成為香港人。                       | 本地票房獲得470萬佳績，在該年華語片票房排名第12位。臺灣票房冷淡。而續作於1982年上映時命名為《摩登雜差》，可見當時「阿燦」熱潮已退。 |
| 1981     | 阿燦有難 | 並非喜劇。廖偉雄飾演新移民馬天賜，講述其妻李玉鳳（米雪飾演）帶著嬰兒偷渡到香港欲一家團聚，但遭「打蛇人」集團綁架，馬天賜為替妻兒贖身鋌而走險，對其妻著墨亦甚多。 | 曾成為午夜場票房冠軍。 |
| 1981     | 阿燦出千 | 喜劇。廖偉雄飾演的主角䁥稱阿燦，持通行証到香港為亡父方大茂（廖偉雄分飾）送殯，故事圍繞阿燦與好賭表哥的遭遇，及其父生前收藏的名貴鑽石而展開。                     | 此片女角有裸露鏡頭。 |

當時在新加坡等東南亞地區的華人市場中，程燦一角同樣備受注目，廖偉雄獲得不少登台邀請，電影賣埠情況理想，甚至有些當地觀眾只知阿燦這個角色與䁥稱，並不知廖偉雄這個演員本名。在臺灣市場，雖然曾有報道指開始受到注意，但後來《電影雙周刊》的相關專題報道指出電影作品在臺灣反應冷淡，阿燦之名「識者幾稀」。

## 在社會的迴響
《網中人》播出的年代正值電視媒體影響力的高峰期:42，此劇播出後，因阿燦形象深入民心，「阿燦」亦成為香港本地人對來自中國內地的新移民的流行貶稱:44:24-25:1:1，除涵蓋合法移民、非法偷渡者，亦被用於短暫到香港的探親者等人士:124，甚至有泛指所有中國內地人的情況:1。此稱呼的流行時期為1980年代至1990年代:1。

## 學術研究與評論
學者馬傑偉（時任香港中文大學新聞與傳播學院教授）與曾仲堅（時為北卡羅萊納大學傳播學系博士生）2010年的合著認為，在1950至60年代以過客心態為主的香港社會，電影作品中雖然亦經常出現來自中國內地鄉村、不適應香港城市生活的「大鄉里」角色，藉以製造笑點，但該些「大鄉里」角色與「阿燦」的意義大相逕庭。他們指出「大鄉里」時期的電影作品取態較為友善、包容，「大鄉里」被塑造為需要同情與幫忙的鄉親，結局通常是本地人與「大鄉里」明白大家都是中國人而冰釋前嫌，喜劇收場:34（曾發表類似比較的影評人澄雨則稱之為「南北和」:182,185）。學者周華山（時任香港理工學院社會科學系講師）早於1990年的著作中已有相似見解，他指出該時期的內地來客角色雖然貧困，但往往被塑造成溫純敦厚、符合傳統美德的道德優越者。而「阿燦」則是既貧困、落伍，也缺乏美德，他是麻煩製造者、未能融入的異類。:122-123
對《網中人》的分析，多從本土意識（周當時則稱為「大香港意識」）與香港人身份認同的角度出發:125。程燦被劃分為「外來者」:39:44（周則稱為「他人」:124），馬、曾認為劇中程燦與程家其他成員關係的刻畫，使得家庭類別（兄弟姊妹/父母）被文化身份（外來者/本地人）所掩蓋:35-39。身份認同的構建過程中，通過對「外來者」的貶低，襯托出本土香港人的優越感:45-47:55:124，劇中這種本土香港人的象徵則是程緯，他具有摩登、有學識、精明能幹、踏實而有原則等正面特質，通過自己的才華與努力取得成就，皆是當時香港人自我認同之處。:29:45:126
當時的文化評論人章嘉雯認為，香港觀眾對於程燦的個性及經歷會感到富有娛樂性，以及不值得可憐，而這個內地新移民角色的意義是用以顯示「中共社會主義失敗」及「香港資本主義的成就」。
但程燦在劇中並不算壞人:33，另一外來者角色:43:45——來自越南的落難富家子弟阮其昌擔當了徹頭徹尾的壞人（外來侵略者）角色，這暗示了同時期香港越南船民問題的影響。:126-127:43
馬、曾亦指出劇中程燦不少被歧視的遭遇，反映了當時香港人對社會權力的支配地位，內地新移民則是被支配者，兩者差距懸殊。:41-43
影評人澄雨曾發表一篇關於1980年代電影作品中內地來客形象的文章（收錄於2000年代初的書籍），亦談及電視劇作品。除了一些與上述分析近似的見解，他指出該時期的影視作品有大量內地非法移民角色，程燦即為早期的典型，這些角色絕大部份都是按着幾個公式類型去塑造，亦鮮有從內地移民自身的角度出發。雖然現實社會中不乏新移民在商業上取得成功的事例，但在該時期影視作品中這類角色幾乎都是失敗者、處於社會邊緣。無綫電視曾在1982年的《荊途》一劇中，塑造一個成功適應香港環境，努力創出美好前途的內地新移民主角，但無甚迴響。
從中國內地移居香港的學者周潞鷺（時任香港教育大學文學及文化學系助理教授）、與其背景相似的博士生董若，則在2024年的合著中主張重新評價《網中人》。她們認為馬傑偉、盧偉力、章嘉雯等前人的文章只着重分析《網中人》如何構建香港人的身份認同，或程燦的戲劇作用，而甚少批判劇中對內地新移民的醜化，她們將劇中對內地新移民的醜化、營造刻板及扁平的負面印象，定義為符號暴力。她們批評劇中程緯與程燦的對比，只是粗淺而簡便的反襯法；同時認為劇中另一個名為阿牛的新移民配角（陳國權飾），與程燦有着正襯法的對比關係，阿牛是程家的親戚，精神不健全，他獲程家介紹工作，但因表現蠢鈍而被辭退，他心生不忿對僱主施以暴力，最終被關進精神病院，周、董認為阿牛顯得比程燦更值得同情，從而襯托出程燦個人的失敗因素，此正襯法比程緯的反襯為佳。:42-54

## 詞匯演變

### 「燦仔」等
「阿燦」成為流行語後，「燦」亦成為了構詞語素:1，演變出意思相同的「燦仔」、稱呼女性新移民的「燦妹」:567:18與「燦婆」:567等詞。例如第一位在中國內地出生的香港小姐冠軍謝寧（1985年度），參選時就被傳媒稱為「燦妹」。

### 「港燦」等
約2000年代開始出現將語素「燦」加上「香港」而構成的「港燦」一詞，是反過來對香港人作出嘲諷的貶稱。據2000年代初一些中港學者的文章，該詞最初源於1997年亞洲金融風暴後香港與中國內地的經濟地位逐漸逆轉，部份香港人對於自己地位下降的自嘲:1，如2002年話劇《香港煙花燦爛》就以「港燦」作為宣傳噱頭。然而，內地紀實文學作家郝在今1997年的著作已有「新移民反唇相譏香港人為『港燦』」一說:封底。吳昊將這情況形容為文化衝擊。張勵妍等人編的《香港粵語大詞典》對「港燦」的解釋則為：「諷刺香港人到了外國或內地，成為當地人眼中的『土包子』」:229。
後來亦衍生出嘲諷移居海外的香港人的貶稱，如「加燦」:1（加拿大）、「美燦」:1（美國）等，針對其較低的社會地位，或一些仍未融入當地文化的人士。

## 另見

### 類似稱呼
- 大圈仔：指來自中國內地的犯罪份子[57]:36[55]:70[59]:168-169[9][19]
- 以各種表親稱謂，如表叔、表嬸、表哥、表姐等代指內地人（較為中性），因電影《表姐，妳好嘢！》系列而流行。據說最初出於京劇《紅燈記》的唱詞「我家的表叔數不清」[54]:63[56]:11[57]:15，本指內地黨政機關或國企派往香港的幹部[10][57]:15。有些詞典對長輩及平輩表親稱謂作出不同釋義，「表叔」、「表嬸」指派駐幹部[54]:63[56]:11，「表哥」、「表姐」等有說是指邊境的中方（內地）檢查員[56]:11，有說是泛指到香港工作或定居者[54]:63。亦有說「表妹」可能特指來自內地的妓女[59]:206。
- 其他類似稱呼還包括大陸喱、撈佬、蝗蟲、强国人、支那人、阿陸仔。

### 相關話題
- 中港矛盾